# Buslijn 83 (Nijmegen-Venlo)

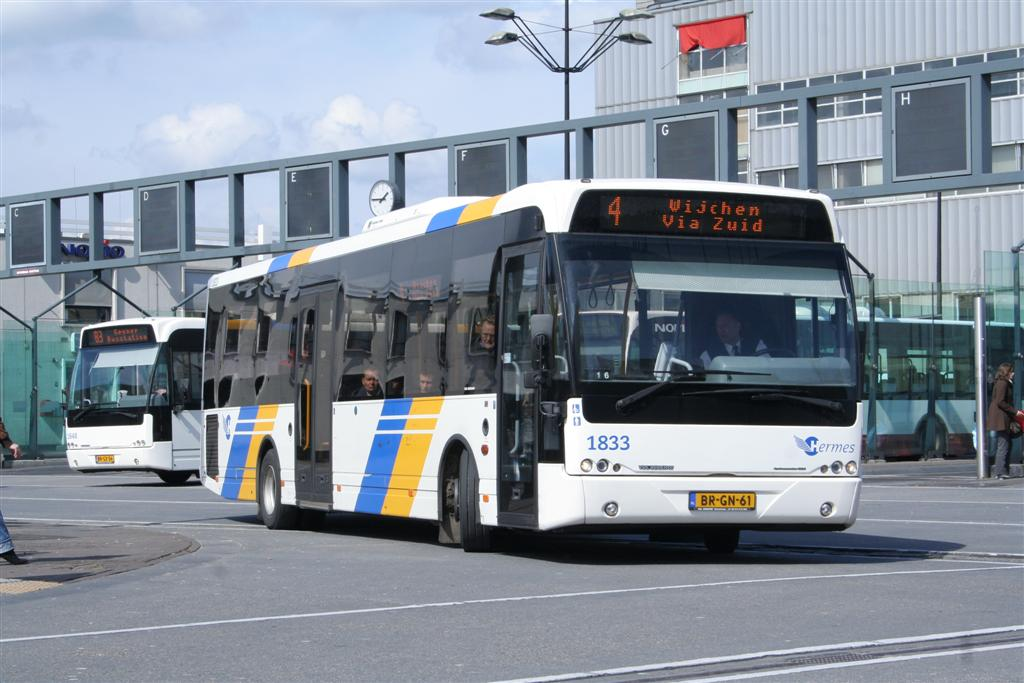
Bus 83 (links) uitgevoerd door Hermes vertrekt vanaf station Nijmegen naar Gennep Busstation.

Buslijn 83 is een buslijn tussen de Nederlandse steden Nijmegen en Venlo, die gezamenlijk wordt uitgevoerd door de maatschappijen Hermes (onder de naam Breng) en Arriva.

## Geschiedenis
Van 1907 tot 1913 exploiteerden de gebroeders van der Grinten en Cremer, eigenaren van hotel de Plasmolen, in de zomer een busdienst Nijmegen - Plasmolen - Gennep met als hoofddoel de bereikbaarheid van hun hotel.
Op 31 mei 1913 werd de Maas-Buurtspoorweg (MBS) geopend, een tramlijn voor het personen- en goederenvervoer tussen Nijmegen en Venlo. De zes locomotieven waren vernoemd naar plaatsen op de lijn: Nijmegen, Plasmolen, Gennep, Bergen, Arcen en Venlo. Later in 1913 volgden twee nieuwe locomotieven, die Mook en Velden werden genoemd.
In de Tweede Wereldoorlog werden de tramlijn en het materieel grotendeels vernield. In 1945 werden de laatste locomotieven gesloopt toen bekend werd dat de tramlijn niet meer zou worden hersteld; in 1946 werd de lijn opgebroken. In 1948 fuseerde de MBS met busmaatschappij Vitesse en ontstond in Gennep het openbaarvervoerbedrijf Zuidooster (aanvankelijk geschreven als Zuid-Ooster). De buslijn Nijmegen - Venlo kwam bij dit bedrijf te liggen. In de jaren 60 reed Zuidooster deze als lijn 3. Begin jaren '80 kreeg de lijn zijn huidige lijnnummer 83. De route is grotendeels gelijk gebleven.
Op 1 januari 1995 fuseerde Zuidooster met VSL en ontstond de nieuwe busonderneming Hermes, die vanaf dat moment het vervoer op lijn 83 uitvoerde. Op 9 december 2006 ging de concessie Noord-Limburg van Hermes over naar Veolia Transport. Sinds die datum werd lijn 83 gezamenlijk geëxploiteerd. Op 13 december 2009 ging de nieuwe concessie in de Stadsregio Arnhem Nijmegen in. Novio nam het hele vervoer in het gebied over waardoor Hermes verdween. Sindsdien heeft Novio de ritten van Hermes overgenomen en rijdt onder de naam Breng. Veolia Transport reed alleen doorgaande ritten van Nijmegen naar Venlo terwijl Novio doorgaande ritten maar ook tussenritten van Nijmegen naar Gennep reed. Op 9 december 2012 ging de concessie in de Stadsregio Arnhem Nijmegen over van Novio naar Hermes. Hierdoor kwam Hermes weer terug op deze lijn. Zij bleven wel rijden onder de merknaam Breng en voerden de ritten samen met Veolia Transport uit. Sinds 11 december 2016 wordt de concessie Limburg uitgevoerd door Arriva. Zij exploiteren lijn 83 sindsdien gezamenlijk met Breng (Hermes).